# Équipe de Nouvelle-Zélande de rugby-fauteuil
L'équipe de Nouvelle-Zélande de rugby-fauteuil, surnommée les Wheel Blacks, est l'équipe nationale néo-zélandaise de rugby en fauteuil roulant.
Leur surnom provient de la contraction de « wheel » (« roue » en anglais) et de « blacks » (« noirs »), sur le modèle des « All Blacks », l'équipe nationale de rugby à XV. Tout comme leurs compatriotes de rugby valide, les Wheel Blacks sont l'une des équipes les plus réputées au monde.
L'équipe participe à diverses compétitions internationales. En 2005, ils remportèrent le trophée de la Coupe du Pacifique, battant le Canada en finale.
Aux Championnats du monde, les Wheel Blacks terminèrent troisièmes en 1995 et deuxièmes en 1998.
Aux Jeux paralympiques, les Néo-Zélandais remportèrent la médaille de bronze en 1996 et en 2000 et la médaille d'or en 2004, mais ne parvinrent pas à défendre leur titre de champions paralympiques en 2008, battus par le Royaume-Uni lors de leur premier match ; ils terminèrent cinquièmes.
Tout comme les All Blacks, les Wheel Blacks effectuent un haka en début de match.